# Évreux Athletic Club (basket-ball féminin)
Pour le club omnisports, voir Évreux Athletic Club.
L'Évreux Athletic Club était un club féminin français de basket-ball évoluant en NF2, 4e division du championnat de France. Le club, section du club omnisports le Évreux Athletic Club, est basé dans la ville d'Évreux. 
Son homologue masculin a également connu l'élite.

## Historique
- 1971 : 3e de l'élite

## Joueuses célèbres ou marquantes
- Élisabeth Riffiod